# Cosmin Bodea
Cosmin Bodea (n. 12 iunie 1973) este un fost jucător român de fotbal care în cariera sa a evoluat la FC Brașov, fiind căpitanul echipei. A participat cu echipa din Brașov în Cupa UEFA, în sezonul 2001-2002. După cariera de fotbalist și-a început cariera de antrenor. Ultima dată a fost antrenor principal la echipa FCM Târgu Mureș. După ce în sezonul 2008-2009 a terminat cu aceasta pe locul 3 în Seria B a Ligii a II-a, a fost înlocuit după etapa a 27-a a sezonului 2009-2010 cu Adrian Falub din cauza rezultatelor inconstante. În cele din urmă FCM Târgu Mureș a terminat sezonul pe primul loc, reușind promovarea în prima ligă.